# Beloretsjensk
Beloretsjensk (Russisch: Белореченск) is een Russische stad in kraj Krasnodar gelegen aan de Belaja, een zijrivier de Koeban, waarna de stad ook vernoemd is, in de uitlopers van de Kaukasus. Gelegen 80 km ten zuidoosten van het regionale centrum van Krasnodar en 27 km ten noordwesten van de stad Maykop. De stad heeft een knooppuntstation (Belorechenskaya) van de Noord-Kaukasusspoorlijn op de Armavir-Toeapse-lijn met een geëlektrificeerde tak in de Belaya-riviervallei
In 1862 ontstond er een Kozakkennederzetting en in 1958 werd het een stad. Ten tijde van de Sovjet-Unie was bij de stad een Gulag gelegen. De stad ligt aan de grens met Adygea en is een spoorwegknooppunt.

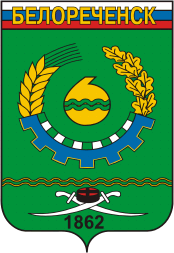
Wapen rond 1970

## De Bevolking
| 1925    | 1926    | 1939    | 1959    | 1967    | 1970    | 1979    | 1989    | 1992    | 1996    | 1998    | 2000    |
| ------- | ------- | ------- | ------- | ------- | ------- | ------- | ------- | ------- | ------- | ------- | ------- |
| 13 197  | ↗14 947 | ↗19 826 | ↗35 864 | ↗42 000 | ↘35 970 | ↗42 960 | ↗51 177 | ↗52 300 | ↗60 000 | ↘55 300 | →55 300 |
| 2001    | 2002    | 2003    | 2005    | 2006    | 2007    | 2008    | 2009    | 2010    | 2011    | 2012    | 2013    |
| ↗55 500 | ↘54 028 | ↘54 000 | ↘53 900 | ↗54 000 | →54 000 | ↗54 100 | ↗54 255 | ↘53 892 | ↗53 900 | ↘53 446 | ↘53 042 |
| 2014    | 2015    | 2016    | 2017    | 2018    | 2019    | 2020    | 2021    | 2023    |         |         |         |
| ↘52 608 | ↘52 322 | ↘52 153 | ↗52 264 | ↘52 082 | ↘51 935 | ↘51 590 | ↗55 870 | ↘55 010 |         |         |         |

Volgens de Russische Volkstelling van 2020 stond de stad op 1 oktober 2021 qua bevolking op de 294e plaats van de 1.119 steden in de Russische Federatie.
| Nationaliteit | Percentage van het totale bevolking |
| ------------- | ----------------------------------- |
| Russen        | 84%                                 |
| Armenian      | 9,9%                                |
| Ukrains       | 1,4%                                |
| Andere        | 4,7%                                |

## Het Klimaat
In Belorechensk zijn de zomers warm en gedeeltelijk bewolkt, en de winters zijn op sommige plaatsen erg koud, besneeuwd en bewolkt. Het hele jaar door variëren de temperaturen gewoonlijk van -4°C tot +30°C en dalen ze zelden onder -13°C of boven 35°C.
Op basis van de strand-/zwembadscore is de beste tijd van het jaar om Belorechensk te bezoeken om te ontspannen bij warm weer van begin juli tot eind augustus.
| Gemiddelde temperatuur | Jan   | Feb   | Mar   | Apr   | Mei   | Jun   | Jul   | Aug   | Sep   | Okt   | Nov   | Dec   |
| ---------------------- | ----- | ----- | ----- | ----- | ----- | ----- | ----- | ----- | ----- | ----- | ----- | ----- |
| Maximaal               | 4 °C  | 5 °C  | 10 °C | 17 °C | 22 °C | 26 °C | 29 °C | 29 °C | 24 °C | 17 °C | 10 °C | 5 °C  |
| Normaal                | 0 °C  | 1 °C  | 6 °C  | 12 °C | 17 °C | 21 °C | 24 °C | 23 °C | 18 °C | 12 °C | 6 °C  | 2 °C  |
| Minimaal               | -3 °C | -3 °C | 1 °C  | 7 °C  | 12 °C | 16 °C | 18 °C | 17 °C | 13 °C | 7 °C  | 2 °C  | -2 °C |

In Belorechensk het gemiddelde bewolkingspercentage van het hele jaar kent extreme seizoensvariaties.
Het onbewolkte deel van het jaar in Belorechensk begint in juni en duurt 4 maanden en eindigt in oktober. De helderste maand van het jaar in Belorechensk is juli, waarin de lucht gemiddeld 84% van de tijd helder, overwegend helder of gedeeltelijk bewolkt is. Het sombere deel van het jaar begint in oktober en duurt 8 maanden. De meest bewolkte maand van het jaar is januari, waarin de lucht gemiddeld 63% van de tijd bewolkt of overwegend bewolkt is.
Bestuurlijk centrum: Krasnodar

Steden: Abinsk · Anapa · Apsjeronsk · Armavir · Beloretsjensk · Chadyzjensk · Gelendzjik · Goelkevitsji · Gorjatsji Kljoetsj · Jejsk · Koerganinsk · Korenovsk · Kropotkin · Krymsk · Labinsk · Novokoebansk · Novorossiejsk · Oest-Labinsk · Primorsko-Achtarsk · Slavjansk aan de Koeban · Sotsji · Temrjoek · Tichoretsk · Timasjovsk · Toeapse

Districten: Abinski · Anapski · Apsjeronski · Beloglinski · Beloretsjenski · Brjoekchovetski · Dinskoj · Goelkevitsjski · Jejski · Kalininski · Kanevskoj · Kavkazski · Koerganinski · Koesjtsjovski · Korenovski · Krasnoarmejski · Krylovski · Krymski · Labinski · Leningradski · Mostovski · Novokoebanski · Novopokrovski · Oespenski · Oest-Labinski · Otradnenski · Pavlovski · Primorsko-Achtarski · Severski · Sjtsjerbinovski · Slavjanski · Starominski · Tbilisski · Temrjoekski · Tichoretski · Timasjovski · Toeapsinski · Vyselkovski